# Balaklija
Balaklija (ukránul: Балаклія) város Ukrajna északkeleti részén, a Harkivi terület Izjumi járásában található. A település lakossága 2022-ben 26 334 fő volt. A város a Donyec északi (baloldali) partján fekszik, közel a Balaklija-folyó torkolatához, amelyről nevét kapta.

## Fekvése

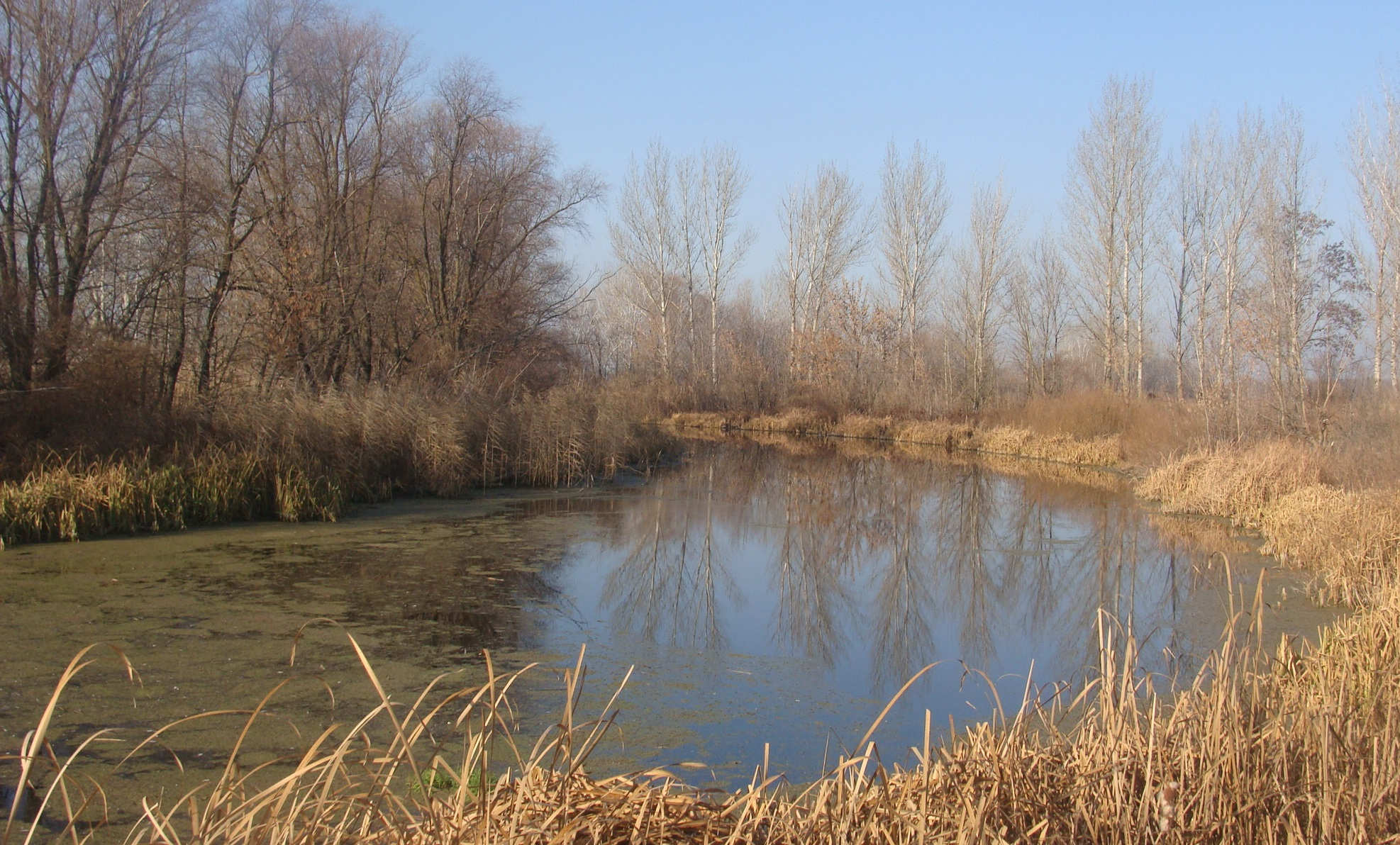
A Balaklija-folyó a város mellett

A várostól délre a Donyec széles ártere húzódik, amelyet erdő borít. Nyugati szélénél folyik a Donyecbe a Balaklija-folyó, amiről nevét kapta, a török eredetű szó jelentése „hal-folyó”. A település rendelkezik egy kisebb városmaggal a folyóparton, amely panelházakból és parkokból áll, ezt pedig egy nagy kertvárosi övezet veszi körül. A vasútállomás a város északi részén fekszik és északnyugatra található a Verbivka nevű külváros. Balaklija fontos közúti csomópont és hídja révén átkelőhely a Donyecen.

## Története

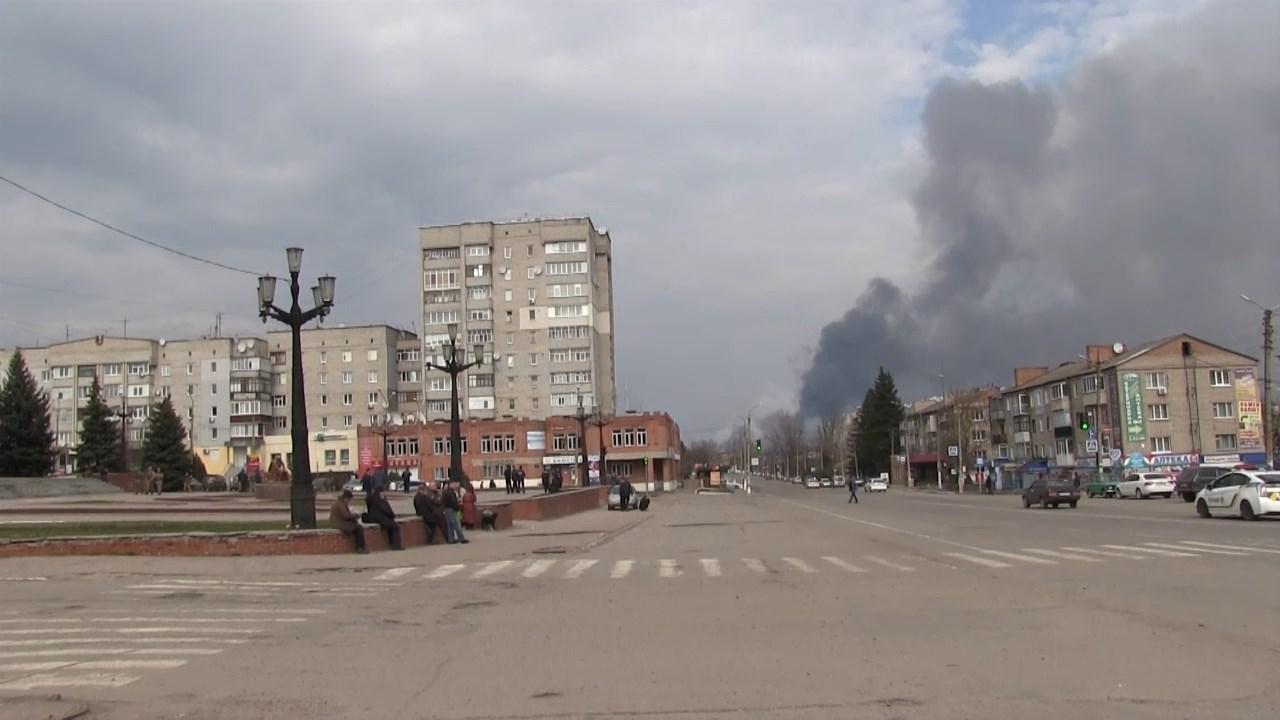
Füst Balaklija fölött a 2017 lőszerraktár-robbanás után

Neve alapján úgy sejtik, hogy a helység lakosai eredetileg tatárok voltak. Az oroszok 1663-ban alapítottak itt települést, amely őrposztként a krími tatár fosztogatók elleni védelmet szolgálta. A helyőrség és a város lakói több doni kozák felkelésben is részt vettek a 17. és a 18. század során. A település neve 1817 és 1891 között Novo-Szerpuhov volt. A szovjetek 1917 decemberében szerezték meg az irányítást a település fölött, 1938-ban városi rangot kapott. A szovjet időszakban alakult ki a mai ipari jellegű városkép.
2017 március 23-án felrobbant a város mellett egy lőszerraktár, ami miatt 20 000 embert evakuált a kormány. Az incidensnek 6 sebesültje volt. 2018-ban és 2019-ben két újabb robbanás történt, utóbbiban 2 ukrán katona vesztette életét.
Nem sokkal a 2022-es orosz invázió kezdete után, március 3-án az orosz hadsereg bevonult Balaklijába. A város polgármestere, Ivan Sztolvoboj együttműködött a megszálló hatóságokkal, az ukrán kormány árulónak bélyegezte és végül áprilisban Oroszországba menekült családjával együtt. Itt zajlott le az őszi harkivi ukrán ellentámadás első jelentős ütközete, a balaklijai csata, amelynek során szeptember 6 és 8-a között az ukránok visszafoglalták a települést. Az ukrán rendőrség orosz kínzókamrák nyomait tárta fel a városban.

## Fordítás
Ez a szócikk részben vagy egészben  a   Balakliia című angol Wikipédia-szócikk ezen változatának fordításán alapul.  Az eredeti cikk szerkesztőit annak laptörténete sorolja fel. Ez a jelzés csupán a megfogalmazás eredetét és a szerzői jogokat jelzi, nem szolgál a cikkben szereplő információk forrásmegjelöléseként.